# Synonchus fasciculatus
Synonchus fasciculatus är en rundmaskart som beskrevs av Nathan Augustus Cobb 1894. Synonchus fasciculatus ingår i släktet Synonchus och familjen Leptosomatidae. Inga underarter finns listade i Catalogue of Life.